# Parafia Przemienienia Pańskiego w Tarnogrodzie
Parafia Przemienienia Pańskiego w Tarnogrodzie – parafia należąca do dekanatu Tarnogród diecezji zamojsko-lubaczowskiej. 
Parafia została erygowana 23 stycznia 1598 roku. Od 12 stycznia 1630 roku należała do dekanatu leżajskiego, a od 1746 roku do dekanatu tarnogrodzkiego. Kościół parafialny wybudowany w latach 1750-1771, konsekrowany w 1771 roku.
Do parafii należą wierni z następujących miejscowości: Korchów Pierwszy, Korchów Drugi, Luchów Dolny (od nr 159 do nr 189), Płusy, Tarnogród i Wola Różaniecka.

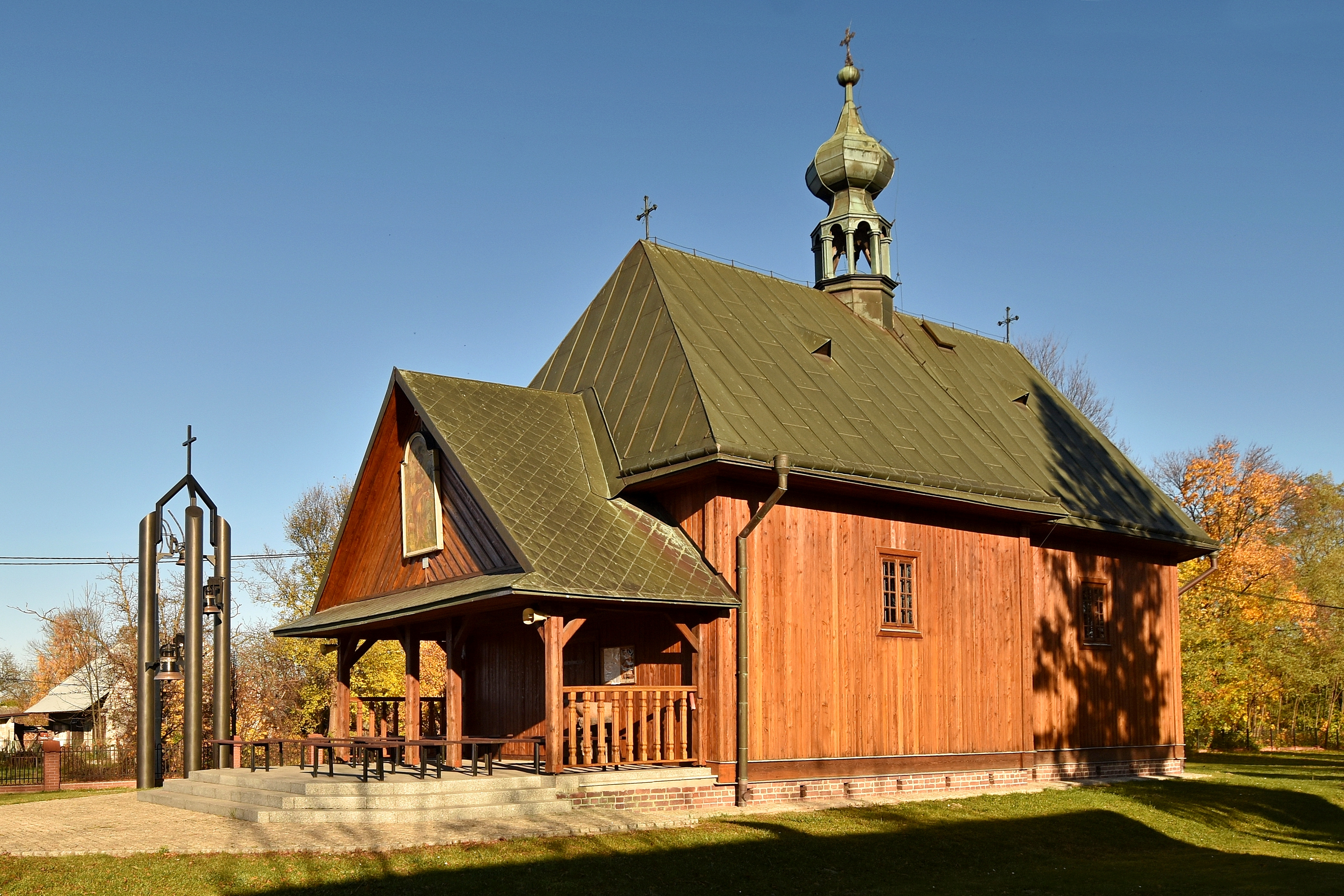
Tarnogród, kościół filialny św. Rocha